# Roger Phegley
Roger Dale Phegley (East Peoria, Illinois, 16 de octubre de 1956) es un exjugador de baloncesto estadounidense que disputó 6 temporadas NBA y una más en la liga francesa. Con 1,98 metros de altura, lo hacía en la posición de escolta.

## Trayectoria deportiva

### Universidad
Jugó durante cuatro temporadas con los Braves de la Universidad de Bradley, en las que promedió 20,1 puntos y 5,4 rebotes por partido. En 1977 fue elegido mejor jugador de la Missouri Valley Conference, siendo incluido, tanto ese año como el siguiente en el mejor quinteto de la conferencia.

### Profesional
Fue elegido en la decimocuarta posición del Draft de la NBA de 1978 por Washington Bullets, donde no contó para Dick Motta, su entrenador, pasando casi completamente desapercibido en su primera temporada, jugando tan solo poco más de 5 minutos en cada uno de los 29 partidos que fue alineado, promediando 2,8 puntos.
Al año siguiente tuvo más minutos de juego, pero mediada la temporada fue traspasado a New Jersey Nets a cambio de John Williamson y una futura segunda ronda del draft. Al término de la misma, fue nuevamente traspasado, esta vez a Cleveland Cavaliers, a cambio de Foots Walker. En los Cavs completó su mejor campaña como profesional, promediando 14,4 puntos y 3,0 rebotes por partido.
Con la temporada 1981-82 ya iniciada, fue traspasado junto con Mike Mitchell a San Antonio Spurs a cambio de Ron Brewer y Reggie Johnson., donde no encontró hueco en el equipo, volviendo a jugar pocos minutos, hasta ser despedido en diciembre de 1983. Tras dos meses sin equipo, fichó por diez días con Dallas Mavericks, contrato que fue ampliado hasta final de temporada, pero que solo le permitió jugar 10 partidos, en los que promedió 2,1 puntos
Decidió prolongar un año más su carrera deportiva, fichando por el Olympique Antibes de la liga francesa en la que fue una de las estrellas del equipo, promediando 25,9 puntos y 5,2 rebotes por partido.

## Estadísticas de su carrera en la NBA

### Temporada regular
| Temporada | Edad | Equipo              | Liga | P   | TIT | MIN  | TC  | TCA  | %TC  | 3P  | 3PA | %3P   | TL  | TLA | %TL   | R.OF. | R.DEF. | REB | ASIS | ROB | TAP | PER | FP  | PTS  |
| 1978-79   | 22   | Washington Bullets  | NBA  | 29  |     | 5.3  | 1.0 | 2.7  | .359 |     |     |       | 0.8 | 1.0 | .828  | 0.2   | 0.6    | 0.8 | 0.5  | 0.2 | 0.1 | 0.6 | 0.7 | 2.8  |
| 1979-80   | 23   | TOTAL               | NBA  | 78  |     | 19.4 | 4.5 | 9.4  | .477 | 0.1 | 0.1 | .444  | 2.3 | 2.6 | .872  | 1.0   | 1.4    | 2.4 | 1.3  | 0.4 | 0.1 | 1.5 | 2.0 | 11.3 |
| 1979-80   | 23   | Washington Bullets  | NBA  | 50  |     | 19.4 | 4.5 | 9.5  | .474 | 0.0 | 0.1 | .400  | 2.1 | 2.4 | .867  | 1.0   | 1.3    | 2.3 | 1.4  | 0.4 | 0.1 | 1.4 | 2.1 | 11.1 |
| 1979-80   | 23   | New Jersey Nets     | NBA  | 28  |     | 19.3 | 4.5 | 9.3  | .485 | 0.1 | 0.1 | .500  | 2.6 | 3.0 | .880  | 0.9   | 1.6    | 2.5 | 1.1  | 0.5 | 0.1 | 1.8 | 1.9 | 11.7 |
| 1980-81   | 24   | Cleveland Cavaliers | NBA  | 82  |     | 27.7 | 5.8 | 11.8 | .491 | 0.1 | 0.3 | .286  | 2.7 | 3.3 | .839  | 1.1   | 1.9    | 3.0 | 2.2  | 0.8 | 0.2 | 2.0 | 3.2 | 14.4 |
| 1981-82   | 25   | TOTAL               | NBA  | 81  | 9   | 14.6 | 2.9 | 6.3  | .460 | 0.1 | 0.4 | .161  | 1.0 | 1.3 | .780  | 0.8   | 1.1    | 1.9 | 1.4  | 0.4 | 0.1 | 0.8 | 1.9 | 6.9  |
| 1981-82   | 25   | Cleveland Cavaliers | NBA  | 27  | 8   | 21.0 | 3.9 | 7.9  | .486 | 0.1 | 0.5 | .308  | 1.3 | 1.7 | .800  | 1.0   | 1.6    | 2.6 | 2.0  | 0.6 | 0.1 | 1.2 | 2.3 | 9.2  |
| 1981-82   | 25   | San Antonio Spurs   | NBA  | 54  | 1   | 11.4 | 2.4 | 5.4  | .440 | 0.0 | 0.3 | .056  | 0.9 | 1.2 | .766  | 0.6   | 0.9    | 1.5 | 1.1  | 0.4 | 0.1 | 0.6 | 1.7 | 5.7  |
| 1982-83   | 26   | San Antonio Spurs   | NBA  | 62  | 4   | 9.7  | 1.9 | 4.3  | .449 | 0.0 | 0.2 | .214  | 0.7 | 0.9 | .768  | 0.6   | 0.7    | 1.4 | 1.0  | 0.5 | 0.1 | 0.8 | 1.5 | 4.6  |
| 1983-84   | 27   | TOTAL               | NBA  | 13  | 0   | 6.7  | 0.8 | 2.7  | .314 | 0.2 | 0.4 | .400  | 0.3 | 0.3 | 1.000 | 0.2   | 0.7    | 0.8 | 0.8  | 0.1 | 0.0 | 0.5 | 0.8 | 2.2  |
| 1983-84   | 27   | San Antonio Spurs   | NBA  | 3   | 0   | 3.7  | 0.7 | 1.3  | .500 | 0.3 | 0.3 | 1.000 | 0.7 | 0.7 | 1.000 | 0.0   | 0.7    | 0.7 | 0.7  | 0.0 | 0.0 | 0.3 | 0.3 | 2.3  |
| 1983-84   | 27   | Dallas Mavericks    | NBA  | 10  | 0   | 7.6  | 0.9 | 3.1  | .290 | 0.1 | 0.4 | .250  | 0.2 | 0.2 | 1.000 | 0.2   | 0.7    | 0.9 | 0.9  | 0.1 | 0.0 | 0.5 | 1.0 | 2.1  |
| Total     |      |                     | NBA  | 345 | 13  | 16.8 | 3.5 | 7.5  | .470 | 0.1 | 0.3 | .253  | 1.6 | 1.9 | .834  | 0.8   | 1.2    | 2.0 | 1.4  | 0.5 | 0.1 | 1.2 | 2.0 | 8.7  |

### Playoffs
| Temporada | Edad | Equipo            | Liga | P  | MIN | TCA | TC | 3PA | 3P | TLA | TL | R.OF. | REB | ASIS | ROB | TAP | PER | FP | PTS | %TC  | %3P  | %FT   | MIN | PTS | REB | AST |
| 1981-82   | 25   | San Antonio Spurs | NBA  | 5  | 6   | 0   | 2  | 0   | 1  | 0   | 0  | 0     | 0   | 0    | 0   | 0   | 3   | 1  | 0   | .000 | .000 |       | 1.2 | 0.0 | 0.0 | 0.0 |
| 1982-83   | 26   | San Antonio Spurs | NBA  | 8  | 38  | 9   | 17 | 3   | 4  | 3   | 4  | 1     | 8   | 1    | 0   | 0   | 1   | 6  | 24  | .529 | .750 | .750  | 4.8 | 3.0 | 1.0 | 0.1 |
| 1983-84   | 27   | Dallas Mavericks  | NBA  | 1  | 5   | 0   | 4  | 0   | 1  | 2   | 2  | 0     | 0   | 1    | 2   | 0   | 0   | 0  | 2   | .000 | .000 | 1.000 | 5.0 | 2.0 | 0.0 | 1.0 |
| Total     |      |                   | NBA  | 14 | 49  | 9   | 23 | 3   | 6  | 5   | 6  | 1     | 8   | 2    | 2   | 0   | 4   | 7  | 26  | .391 | .500 | .833  | 3.5 | 1.9 | 0.6 | 0.1 |